# L'Anneau sacré
Pour plus de détails, voir Fiche technique et Distribution.
L'Anneau sacré (Ring of the Nibelungs ou Dark Kingdom: The Dragon King) est un téléfilm américano-britanno-allemano-italien réalisé par Uli Edel, diffusé en 2004.
Ce téléfilm est basé sur la saga de la mythologie nordique qu'est la Völsunga saga et sur l'épopée allemande qu'est la Chanson des Nibelungen qui raconte la légende de Siegfried, le tueur de dragon. Le tournage a intégralement eu lieu en Afrique du Sud.

## Synopsis
Un mal puissant ronge le royaume de Burgondie : le redoutable dragon Fáfnir. 
Armé de sa seule épée forgée dans le métal des dieux, le prince Siegfried part affronter le terrifiant dragon pour prouver son courage et réclamer son or aux Nibelungen. Mais le trésor du dragon cache une terrible malédiction qui met non seulement le royaume en péril, mais également la vie de l'éblouissante Brunhilde. La colère des dieux va s'abattre sur le royaume.

## Fiche technique
- Titre original : Dark Kingdom: The Dragon King / Ring of the Nibelungs / Curse of the Ring / Sword of Xanten / The Ring and the Dragon
- Titre allemand : Die Nibelungen / Der Fluch des Drachen
- Titre italien : La Saga dei Nibelunghi
- Titre français : L'Anneau sacré
- Réalisation : Uli Edel
- Scénario : Diane Duane, Peter Morwood et Uli Edel
- Décors : Albrecht Konrad
- Costumes : Barbara Baum
- Photographie : Elemér Ragályi
- Montage : Roberto Silvi
- Musique : Ilan Eshkeri
- Superviseur (et producteur) musical : Klaus Badelt
- Maquillages : Gianetto De Rossi
- Production : Konstantin Thoëren, Rola Bauer, Andreas Schmid, coproduit par Volker Engel, Ciro Dammicco, Marlow de Mardt, Alan Latham, Brigid Olen, Andrew Somper et Marc Weigert
  - Production déléguée : Andreas Grosch et Tim Halkin
  - Production exécutive : Marlow de Mardt
  - Production associée : Carla Thoeren et Klaus Badelt
- Sociétés de production :
  -  États-Unis : VIP 2 Medienfonds, Uncharted Territory
  -  Allemagne : VIP 2+3 Medienfonds, Tandem Productions, Sat.1
- Sociétés de distribution : Tandem Communications (Allemagne)
- Effets spéciaux : Volker Engel et Mark Veigert
- Budget : 23 000 000 $
- Pays d'origine :  États-Unis,  Royaume-Uni,  Allemagne,  Italie
- Langue originale : anglais
- Format : couleur - 1,78:1 - 35 mm - son Dolby Digital 5.1
- Genre : Action, aventure, drame et fantasy
- Durée : 184 minutes
- Lieux de tournage : Le Cap, Cap-Occidental,  Afrique du Sud
- Date de sortie : 
  - Royaume-Uni : 19 novembre 2004 ; 23 décembre 2005
  - Allemagne : 29 novembre 2004
  - France : 28 décembre 2004 sur Canal+
  - Italie : 30 août 2005
  - États-Unis : 27 et 28 mars 2006 sur Sci Fi Channel[1]

## Distribution
- Benno Fürmann (VF : Damien Ferrette) : Eric / roi Siegfried de Xanten
- Alicia Witt (VF : Edwige Lemoine) : Kriemhild
- Kristanna Loken (VF : Vanina Pradier) : reine Brunhild d'Islande
- Max von Sydow (VF : Marc Cassot) : Eyvind
- Julian Sands (VF : Patrick Osmond) : Hagen von Tronje
- Samuel West (VF : Jean-Philippe Puymartin) : roi Gunther de Burgondie
- Robert Pattinson (VF : Sébastien Desjours) : Giselher
- Sean Higgs (VF : Jean-Claude Sachot) : Alberich
- Aletta Bezuidenhout (VF : Annie Balestra) : Halbera
- Götz Otto (VF : Éric Etcheverry) : roi Thorkwin de Saxe
- Ralf Moeller (VF : Cyrille Monge) : roi Thorkilt de Saxe
- Mavie Hörbiger : Lena
- Tamsin MacCarthy : reine Siegland de Xanten, mère de Siegfried
- Leonard Moss Jr. : roi Siegmund de Xanten, père de Siegfried
- Richard Farmer (VF : Hervé Jolly) : le gardien Nibelungen
- Dean Slater : Dankwart
- Ryan Slabbert : Siegfried à trois ans
- Richard Thomson : le premier cavalier saxon
- Anton Moon : le deuxième cavalier saxon
- Claire Berlein : une femme burgonde
- Bart Fouche : le capitaine du navire islandais
- Jinathan Hearns : un soldat burgonde
- Dan Hirst : le messager saxon
- Johan Malherbe : le prêtre burgonde
- Jonathan Pienaar (en) : le rebelle saxon
- Grant Swanby : le premier conseiller
- Peter Krummeck : le deuxième conseiller